# 阿卜德爾馬萊克·拉侯
阿卜德爾馬萊克·拉侯（1986年3月17日—）是一名阿爾及利亞拳擊運動員，曾代表國家參加2012年倫敦奧運的男子拳擊中量級比賽，並未獲得獎牌。